# One City, Nine Towns

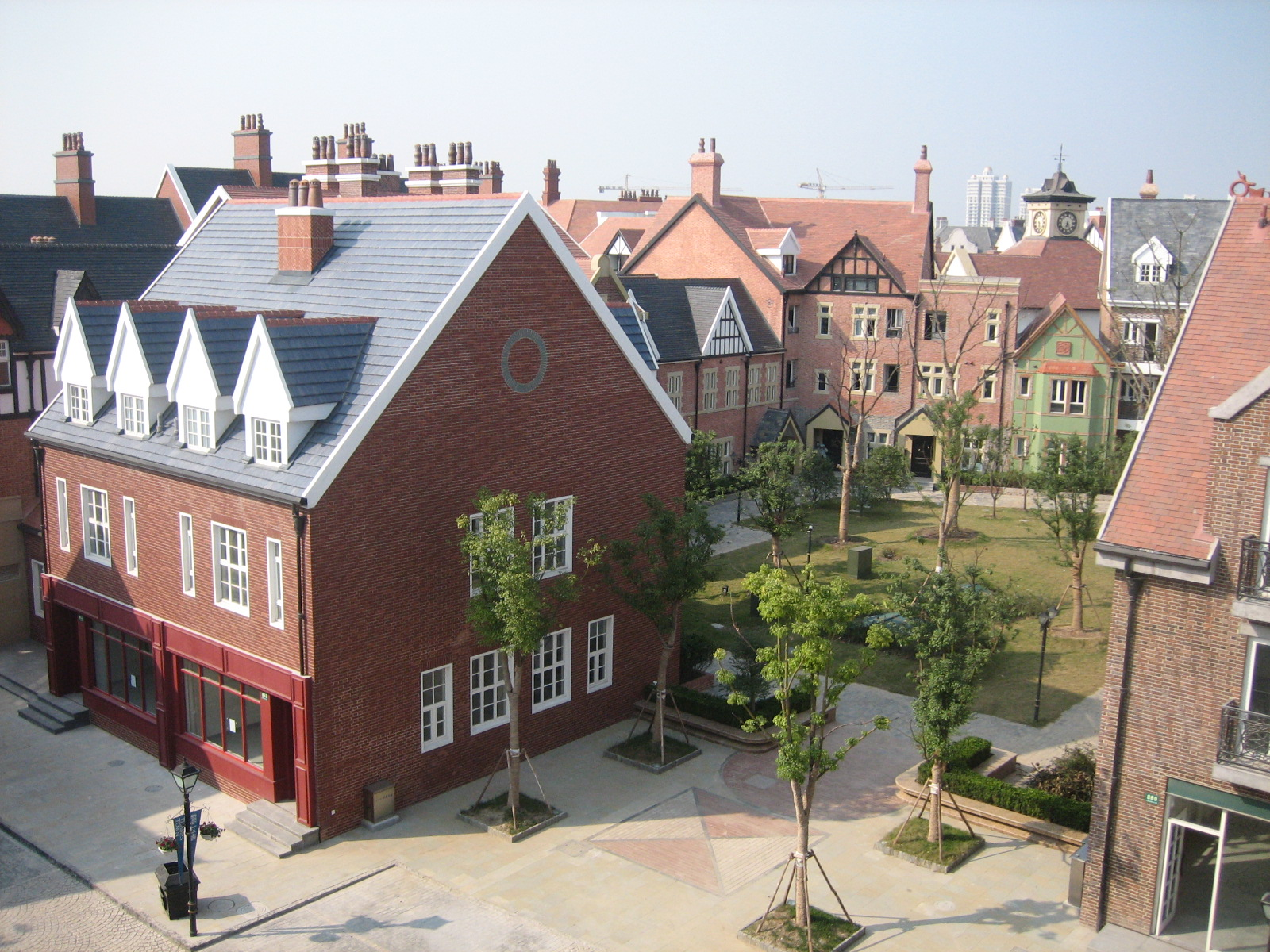
Thames Town

One City, Nine Towns (Nederlands: Één stad, negen dorpen) is een project geïnitieerd door de Shanghai Municipal Government in 2001. Het doel van het project is het creëren van tien aantrekkelijke satellietsteden, namelijk één stad en negen dorpen, om de bevolkingsdruk in de binnenstad van Shanghai te verlichten. In de praktijk zijn de buitenwijken echter vaak uitgelopen op een mislukking. Slechts weinigen willen er wonen. Een aantal van de 'dorpen' zijn daardoor verworden tot spooksteden.

## Dorpen
De negen steden zitten verspreid over het gehele grondgebied van de stad Shanghai en hebben afzonderlijke thema's. Geen van de negen steden is ontworpen door architecten uit China.
| Thema         | Dorp               | District  | Opmerkingen     |
| ------------- | ------------------ | --------- | --------------- |
| China         | Zhujiajiao         | Qingpu    |                 |
| Duitsland     | Anting             | Jiading   |                 |
| Ecologie      | Lingang            | Pudong    |                 |
| Engeland      | Songjiang New City | Songjiang | Thames Town     |
| Italië        | Pujiang            | Minhang   |                 |
| Nederland     | Gaoqiao            | Pudong    | Holland Village |
| Noord-Amerika | Fengjing           | Jinshan   | afgeblazen      |
| Scandinavië   | Luodian            | Baoshan   |                 |
| Spanje        | Fengcheng          | Fengxian  |                 |